# فلونيسوليد
فلونيسوليد (بالإنجليزية: Flunisolide)‏ هو دواء يُستعمل في علاج:
- حساسية الأنف (منذ 19 فبراير 2002)[9]